# Liste der Kulturdenkmale in Winseler
In der Liste der Kulturdenkmale in Winseler sind alle Kulturdenkmale der luxemburgischen Gemeinde Winseler aufgeführt (Stand: 30. September 2022).

## Kulturdenkmal nach Ortsteil

### Nörtringen
| Bild    | Bezeichnung | Lage                | Beschreibung             | Stufe | Eingetragen seit |
| ------- | ----------- | ------------------- | ------------------------ | ----- | ---------------- |
| Gebäude | Gebäude     | op der Louh (Karte) | Centre Culturel Paalsbau | IS    | 30. Mai 1986     |
|         | Gebäude     | 8, Um Hooch (Karte) |                          | IS    | 26. Februar 2018 |

Legende: PCN – Immeubles et objets bénéficiant des effets de classement comme patrimoine culturel national; IS – Immeubles et objets inscrits à l’inventaire supplémentaire

## Quelle
- Liste des immeubles et objets beneficiant d’une protection nationales, Nationales Institut für das gebaute Erbe, Fassung vom 12. September 2022, S. 138 f. (PDF)

- Karte mit allen Koordinaten:
- OSM |
- WikiMap